# Diocesi di Ciudad Valles
La diocesi di Ciudad Valles (in latino: Dioecesis Vallipolitana) è una sede della Chiesa cattolica in Messico suffraganea dell'arcidiocesi di San Luis Potosí. Nel 2023 contava 662.458 battezzati su 791.300 abitanti. È retta dal vescovo Roberto Yenny García.

## Territorio
La diocesi comprende 25 comuni nella parte orientale dello stato messicano di San Luis Potosí: Alaquines, Aquismón, Axtla de Terrazas, Cárdenas, Ciudad Valles, Coxcatlán, Ébano, El Naranjo, Huehuetlán, Lagunillas, Matlapa, Rayón, San Antonio, San Martín Chalchicuautla, San Vicente Tancuayalab, Santa Caterina, Tamasopo, Tamazunchale, Tampacán, Tampamolón Corona, Tamuín, Tancanhuitz, Tanlajás, Tanquián de Escobedo, Xilitla.
Sede vescovile è Ciudad Valles, dove si trova la cattedrale di Nostra Signora di Guadalupe.
Il territorio si estende su una superficie di 14.599 km² ed è suddiviso in 54 parrocchie.

## Storia
La diocesi è stata eretta il 27 novembre 1960 con la bolla Cum rectus rerum di papa Giovanni XXIII, ricavandone il territorio dalle diocesi di Huejutla e di San Luis Potosí (oggi arcidiocesi). Originariamente era suffraganea dell'arcidiocesi di Monterrey.
Il 28 maggio 1997 ha ceduto una porzione del suo territorio a vantaggio dell'erezione della diocesi di Matehuala.
Il 25 novembre 2006 è entrata a far parte della provincia ecclesiastica di San Luis Potosí.

## Cronotassi dei vescovi
Si omettono i periodi di sede vacante non superiori ai 2 anni o non storicamente accertati.
- Carlos Quintero Arce † (20 marzo 1961 - 3 marzo 1966 nominato arcivescovo coadiutore di Hermosillo[2])
- Alfonso Reyes Ramos † (29 novembre 1966 - 26 luglio 1969 deceduto)
- José Melgoza Osorio † (18 maggio 1970 - 5 febbraio 1979 nominato vescovo di Netzahualcóyotl)
- Juvencio González Álvarez † (8 gennaio 1980 - 8 luglio 1994 ritirato)
- José Guadalupe Galván Galindo † (8 luglio 1994 - 12 ottobre 2000 nominato vescovo di Torreón)
- Roberto Octavio Balmori Cinta, M.J. (5 aprile 2002 - 19 marzo 2020 ritirato)
- Roberto Yenny García, dal 19 marzo 2020

## Statistiche
La diocesi nel 2023 su una popolazione di 791.300 persone contava 662.458 battezzati, corrispondenti all'83,7% del totale.
| anno | popolazione | popolazione | popolazione | presbiteri | presbiteri | presbiteri | presbiteri                | diaconi | religiosi | religiosi | parrocchie |
| anno | battezzati  | totale      | %           | numero     | secolari   | regolari   | battezzati per presbitero | diaconi | uomini    | donne     | parrocchie |
| ---- | ----------- | ----------- | ----------- | ---------- | ---------- | ---------- | ------------------------- | ------- | --------- | --------- | ---------- |
| 1965 | 399.000     | 400.000     | 99,8        | 31         | 29         | 2          | 12.870                    |         | 4         | 45        | 17         |
| 1968 | 432.000     | 435.000     | 99,3        | 35         | 31         | 4          | 12.342                    |         | 6         | 50        | 19         |
| 1976 | 498.500     | 502.000     | 99,3        | 44         | 30         | 14         | 11.329                    |         | 17        | 66        | 33         |
| 1980 | 522.000     | 525.000     | 99,4        | 51         | 34         | 17         | 10.235                    |         | 20        | 89        | 41         |
| 1990 | 669.000     | 720.000     | 92,9        | 52         | 42         | 10         | 12.865                    |         | 11        | 128       | 34         |
| 1999 | 825.000     | 925.000     | 89,2        | 60         | 48         | 12         | 13.750                    |         | 12        | 118       | 37         |
| 2000 | 841.500     | 943.500     | 89,2        | 62         | 50         | 12         | 13.572                    |         | 12        | 116       | 40         |
| 2001 | 859.500     | 964.500     | 89,1        | 64         | 52         | 12         | 13.429                    |         | 12        | 116       | 41         |
| 2002 | 875.500     | 981.000     | 89,2        | 60         | 48         | 12         | 14.591                    |         | 12        | 121       | 41         |
| 2003 | 885.000     | 985.000     | 89,8        | 65         | 52         | 13         | 13.615                    |         | 13        | 114       | 41         |
| 2004 | 890.000     | 990.000     | 89,9        | 70         | 56         | 14         | 12.714                    |         | 17        | 106       | 41         |
| 2006 | 939.000     | 999.000     | 94,0        | 76         | 61         | 15         | 12.355                    |         | 17        | 105       | 42         |
| 2013 | 1.019.000   | 1.099.000   | 92,7        | 80         | 65         | 15         | 12.737                    | 1       | 18        | 138       | 47         |
| 2016 | 708.205     | 795.736     | 89,0        | 90         | 76         | 14         | 7.868                     |         | 14        | 118       | 50         |
| 2019 | 716.000     | 803.860     | 89,1        | 97         | 81         | 16         | 7.381                     |         | 16        | 98        | 53         |
| 2021 | 729.000     | 818.870     | 89,0        | 119        | 92         | 27         | 6.126                     |         | 29        | 86        | 54         |
| 2023 | 662.458     | 791.300     | 83,7        | 108        | 98         | 10         | 6.133                     |         | 10        | 44        | 54         |